# Gnophos ali
Gnophos ali är en fjärilsart som beskrevs av Brandt 1938. Gnophos ali ingår i släktet Gnophos och familjen mätare. Inga underarter finns listade i Catalogue of Life.